# Bauang
Bauang ist eine große Stadtgemeinde in der philippinischen Provinz La Union und liegt im Südchinesischen Meer. In Bauang arbeiten im Gegensatz zu anderen Stadtgemeinden der Provinz bereits einige Menschen in der Industrie oder Tourismusbranche. Das liegt unter anderem an den berühmten Stränden der Gemeinde und an der relativ guten Infrastruktur. Dennoch spielt die Landwirtschaft noch eine wichtige Rolle.

## Bevölkerungsentwicklung
| Jahr | Einwohner |
| ---- | --------- |
| 2000 | 63.373    |
| 2007 | 69.837    |
| 2010 | 70.735    |

## Baranggays
Bauang ist in folgende 39 Baranggays aufgeteilt:
| - Acao - Baccuit Norte - Baccuit Sur - Bagbag - Ballay - Bawanta - Boy-utan - Bucayab - Cabalayangan - Cabisilan - Calumbaya - Carmay - Casilagan | - Central East - Central West - Dili - Disso-or - Guerrero - Nagrebcan - Pagdalagan Sur - Palintucang - Palugsi-Limmansangan - Parian Oeste - Parian Este - Paringao - Payocpoc Norte Este | - Payocpoc Norte Oeste - Payocpoc Sur - Pilar - Pudoc - Pottot - Pugo - Quinavite - Lower San Agustin - Santa Monica - Santiago - Taberna - Upper San Agustin - Urayong |

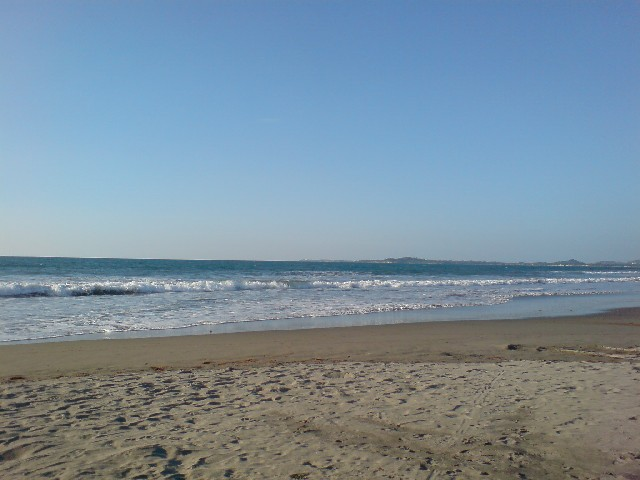
Bauang Strand